# جاغيكس
شركة جاغيكس هي شركة تنتج ألعاب أون لاين. من أشهر ألعابها رون سكيب. مقر الشركة الرئيسي موجود في كامبريدج، المملكة المتحدة وتأسست في 2001.

## بعض ألعابها
- رون سكيب
- وور أوف ليجيندز
- موقع ألعاب فن أرب

## وصلات خارجية
موقع الشركة